# Giro d’Italia 2025/Fahrerfeld
Das Fahrerfeld des Giro d’Italia 2025 umfasst 184 Radrennfahrer in 23 Teams und 29 Nationen. Das Durchschnittsalter aller Teilnehmer liegt bei 28 Jahren und 238 Tagen.
Legende:
- Auszeichnungen in den Wertungen:
  - : Maglia Rosa für den Gesamtführenden
  - : Maglia Ciclamino für den Führenden in der Punktewertung
  - : Maglia Azzurra für den Führenden in der Bergwertung
  - : Maglia Bianca für den Führenden in der Nachwuchswertung
- Nr.: Startnummer
- Aus.: Ausschluss durch Rennleitung vor Rennbeginn
- Susp.: Suspendierung, Ausschluss durch eigenes Team (mit Angabe der entsprechenden Etappe)
- HD: außerhalb der Karenzzeit
- DSQ: Disqualifikation, Ausschluss durch Rennleitung nach Rennbeginn (mit Angabe der entsprechenden Etappe)
- DNF: Aufgabe, Abbruch der Rundfahrt durch den Fahrer während einer Etappe (mit Angabe der entsprechenden Etappe)
- DNS: Aufgabe, Abbruch der Rundfahrt durch den Fahrer vor einer Etappe (mit Angabe der entsprechenden Etappe)

| Red Bull-Bora-Hansgrohe RBH | Red Bull-Bora-Hansgrohe RBH  | Red Bull-Bora-Hansgrohe RBH |
| --------------------------- | ---------------------------- | --------------------------- |
| Nr.                         | Fahrer                       | Platz                       |
| 1                           | Primož Roglič (SLO)          |                             |
| 2                           | Jai Hindley (AUS)            |                             |
| 3                           | Daniel Felipe Martínez (COL) |                             |
| 4                           | Jan Tratnik (SLO)            |                             |
| 5                           | Gianni Moscon (ITA)          |                             |
| 6                           | Nico Denz (GER)              |                             |
| 7                           | Giovanni Aleotti (ITA)       |                             |
| 8                           | Giulio Pellizzari (ITA)      |                             |

| Alpecin-Deceuninck ADC | Alpecin-Deceuninck ADC      | Alpecin-Deceuninck ADC |
| ---------------------- | --------------------------- | ---------------------- |
| Nr.                    | Fahrer                      | Platz                  |
| 11                     | Kaden Groves (AUS)          |                        |
| 12                     | Quinten Hermans (BEL)       |                        |
| 13                     | Juri Hollmann (GER)         |                        |
| 14                     | Jimmy Janssens (BEL)        |                        |
| 15                     | Timo Kielich (BEL)          |                        |
| 16                     | Edward Planckaert (BEL)     |                        |
| 17                     | Fabio Van den Bossche (BEL) |                        |

| Arkéa-B&B Hotels ARK | Arkéa-B&B Hotels ARK          | Arkéa-B&B Hotels ARK |
| -------------------- | ----------------------------- | -------------------- |
| Nr.                  | Fahrer                        | Platz                |
| 21                   | Alessandro Verre (ITA)        |                      |
| 22                   | Giosuè Epis (ITA)             |                      |
| 23                   | Simon Guglielmi (FRA)         |                      |
| 24                   | Laurens Huys (BEL)            |                      |
| 25                   | Michel Ries (LUX)             |                      |
| 26                   | Embret Svestad-Bårdseng (NOR) |                      |
| 27                   | Luca Mozzato (ITA)            |                      |
| 28                   | Martin Tjøtta (NOR)           |                      |

| Bahrain Victorious TBV | Bahrain Victorious TBV  | Bahrain Victorious TBV |
| ---------------------- | ----------------------- | ---------------------- |
| Nr.                    | Fahrer                  | Platz                  |
| 31                     | Antonio Tiberi (ITA)    |                        |
| 32                     | Pello Bilbao (ESP)      |                        |
| 33                     | Damiano Caruso (ITA)    |                        |
| 34                     | Afonso Eulálio (POR)    |                        |
| 35                     | Matevž Govekar (SLO)    |                        |
| 36                     | Fran Miholjević (CRO)   |                        |
| 37                     | Andrea Pasqualon (ITA)  |                        |
| 38                     | Edoardo Zambanini (ITA) |                        |

| Cofidis COF | Cofidis COF                | Cofidis COF |
| ----------- | -------------------------- | ----------- |
| Nr.         | Fahrer                     | Platz       |
| 41          | Milan Fretin (BEL)         |             |
| 42          | Nicolas Debeaumarché (FRA) |             |
| 43          | Jonathan Lastra (ESP)      |             |
| 44          | Sylvain Moniquet (BEL)     |             |
| 45          | Stefano Oldani (ITA)       |             |
| 46          | Anthony Perez (FRA)        |             |
| 47          | Sergio Samitier (ESP)      |             |
| 48          | Jan Maas (NED)             |             |

| Decathlon-AG2R La Mondiale DAT | Decathlon-AG2R La Mondiale DAT | Decathlon-AG2R La Mondiale DAT |
| ------------------------------ | ------------------------------ | ------------------------------ |
| Nr.                            | Fahrer                         | Platz                          |
| 51                             | Sam Bennett (IRL)              |                                |
| 52                             | Geoffrey Bouchard (FRA)        |                                |
| 53                             | Dries De Bondt (BEL)           |                                |
| 54                             | Stan Dewulf (BEL)              |                                |
| 55                             | Dorian Godon (FRA)             |                                |
| 56                             | Tord Gudmestad (NOR)           |                                |
| 57                             | Nicolas Prodhomme (FRA)        |                                |
| 58                             | Andrea Vendrame (ITA)          |                                |

| EF Education-EasyPost EFE | EF Education-EasyPost EFE   | EF Education-EasyPost EFE |
| ------------------------- | --------------------------- | ------------------------- |
| Nr.                       | Fahrer                      | Platz                     |
| 61                        | Richard Carapaz (ECU)       |                           |
| 62                        | Hugh Carthy (GBR)           |                           |
| 63                        | Alexander Cepeda (ECU)      |                           |
| 64                        | Owain Doull (GBR)           |                           |
| 65                        | Mikkel Frølich Honoré (DEN) |                           |
| 66                        | James Shaw (GBR)            |                           |
| 67                        | Georg Steinhauser (GER)     |                           |
| 68                        | Michael Valgren (DEN)       |                           |

| Groupama-FDJ GFC | Groupama-FDJ GFC             | Groupama-FDJ GFC |
| ---------------- | ---------------------------- | ---------------- |
| Nr.              | Fahrer                       | Platz            |
| 71               | David Gaudu (FRA)            |                  |
| 72               | Sven Erik Bystrøm (NOR)      |                  |
| 73               | Clément Davy (FRA)           |                  |
| 74               | Kevin Geniets (LUX) (Straße) |                  |
| 75               | Lorenzo Germani (ITA)        |                  |
| 76               | Quentin Pacher (FRA)         |                  |
| 77               | Enzo Paleni (FRA)            |                  |
| 78               | Rémy Rochas (FRA)            |                  |

| Ineos Grenadiers IGD | Ineos Grenadiers IGD              | Ineos Grenadiers IGD |
| -------------------- | --------------------------------- | -------------------- |
| Nr.                  | Fahrer                            | Platz                |
| 81                   | Egan Bernal (COL) (Straße)        |                      |
| 82                   | Thymen Arensman (NED)             |                      |
| 83                   | Jonathan Castroviejo (ESP)        |                      |
| 84                   | Lucas Hamilton (AUS)              |                      |
| 85                   | Brandon Rivera (COL)              |                      |
| 86                   | Kim Heiduk (GER)                  |                      |
| 87                   | Joshua Tarling (GBR) (Zeitfahren) |                      |
| 88                   | Ben Turner (GBR)                  |                      |

| Intermarché-Wanty IWA | Intermarché-Wanty IWA    | Intermarché-Wanty IWA |
| --------------------- | ------------------------ | --------------------- |
| Nr.                   | Fahrer                   | Platz                 |
| 91                    | Louis Meintjes (RSA)     |                       |
| 92                    | Francesco Busatto (ITA)  |                       |
| 93                    | Kevin Colleoni (ITA)     |                       |
| 94                    | Simone Petilli (ITA)     |                       |
| 95                    | Dion Smith (NZL)         |                       |
| 96                    | Gerben Thijssen (BEL)    |                       |
| 97                    | Taco van der Hoorn (NED) |                       |
| 98                    | Gijs Van Hoecke (BEL)    |                       |

| Israel-Premier Tech IPT | Israel-Premier Tech IPT | Israel-Premier Tech IPT |
| ----------------------- | ----------------------- | ----------------------- |
| Nr.                     | Fahrer                  | Platz                   |
| 101                     | Derek Gee (CAN)         |                         |
| 102                     | Simon Clarke (AUS)      |                         |
| 103                     | Marco Frigo (ITA)       |                         |
| 104                     | Jakob Fuglsang (DEN)    |                         |
| 105                     | Jan Hirt (CZE)          |                         |
| 106                     | Hugo Houle (CAN)        |                         |
| 107                     | Nick Schultz (AUS)      |                         |
| 109                     | Corbin Strong (NZL)     |                         |

| Lidl-Trek LTK | Lidl-Trek LTK                    | Lidl-Trek LTK |
| ------------- | -------------------------------- | ------------- |
| Nr.           | Fahrer                           | Platz         |
| 111           | Giulio Ciccone (ITA)             |               |
| 112           | Daan Hoole (NED) (Zeitfahren)    |               |
| 113           | Søren Kragh Andersen (DEN)       |               |
| 114           | Patrick Konrad (AUT)             |               |
| 115           | Jacopo Mosca (ITA)               |               |
| 116           | Mads Pedersen (DEN)              |               |
| 117           | Mathias Vacek (CZE) (Zeitfahren) |               |
| 118           | Carlos Verona (ESP)              |               |

| Movistar Team MOV | Movistar Team MOV                   | Movistar Team MOV |
| ----------------- | ----------------------------------- | ----------------- |
| Nr.               | Fahrer                              | Platz             |
| 121               | Nairo Quintana (COL)                |                   |
| 122               | Orluis Aular (VEN) (Zeitfahren)     |                   |
| 123               | Jon Barrenetxea (ESP)               |                   |
| 124               | Jefferson Cepeda (ECU) (Zeitfahren) |                   |
| 125               | Davide Formolo (ITA)                |                   |
| 126               | Lorenzo Milesi (ITA)                |                   |
| 127               | Einer Rubio (COL)                   |                   |
| 128               | Albert Torres (ESP)                 |                   |

| Q36.5 Pro Cycling Team Q36 | Q36.5 Pro Cycling Team Q36   | Q36.5 Pro Cycling Team Q36 |
| -------------------------- | ---------------------------- | -------------------------- |
| Nr.                        | Fahrer                       | Platz                      |
| 131                        | Thomas Pidcock (GBR)         |                            |
| 132                        | Xabier Mikel Azparren (ESP)  |                            |
| 133                        | Milan Vader (NED)            |                            |
| 134                        | Mark Donovan (GBR)           |                            |
| 135                        | Emīls Liepiņš (LAT) (Straße) |                            |
| 136                        | Damien Howson (AUS)          |                            |
| 137                        | Matteo Moschetti (ITA)       |                            |
| 138                        | Nickolas Zukowsky (CAN)      |                            |

| Soudal Quick-Step SOQ | Soudal Quick-Step SOQ       | Soudal Quick-Step SOQ |
| --------------------- | --------------------------- | --------------------- |
| Nr.                   | Fahrer                      | Platz                 |
| 141                   | Mikel Landa (ESP)           |                       |
| 142                   | Mattia Cattaneo (ITA)       |                       |
| 143                   | Josef Černý (CZE)           |                       |
| 144                   | Gianmarco Garofoli (ITA)    |                       |
| 145                   | Ethan Hayter (GBR) (Straße) |                       |
| 146                   | James Knox (GBR)            |                       |
| 147                   | Luke Lamperti (USA)         |                       |
| 148                   | Paul Magnier (FRA)          |                       |

| Team Jayco AlUla JAY | Team Jayco AlUla JAY           | Team Jayco AlUla JAY |
| -------------------- | ------------------------------ | -------------------- |
| Nr.                  | Fahrer                         | Platz                |
| 151                  | Chris Harper (AUS)             |                      |
| 152                  | Koen Bouwman (NED)             |                      |
| 153                  | Alessandro De Marchi (ITA)     |                      |
| 154                  | Paul Double (GBR)              |                      |
| 155                  | Felix Engelhardt (GER)         |                      |
| 156                  | Michael Hepburn (AUS)          |                      |
| 157                  | Lucas Plapp (AUS) (Zeitfahren) |                      |
| 158                  | Filippo Zana (ITA)             |                      |

| Team Picnic-PostNL TPP | Team Picnic-PostNL TPP    | Team Picnic-PostNL TPP |
| ---------------------- | ------------------------- | ---------------------- |
| Nr.                    | Fahrer                    | Platz                  |
| 161                    | Romain Bardet (FRA)       |                        |
| 162                    | Alexander Edmondson (AUS) |                        |
| 163                    | Chris Hamilton (AUS)      |                        |
| 164                    | Gijs Leemreize (NED)      |                        |
| 165                    | Niklas Märkl (GER)        |                        |
| 166                    | Max Poole (GBR)           |                        |
| 167                    | Casper van Uden (NED)     |                        |
| 168                    | Bram Welten (NED)         |                        |

| Team Polti VisitMalta PTV | Team Polti VisitMalta PTV   | Team Polti VisitMalta PTV |
| ------------------------- | --------------------------- | ------------------------- |
| Nr.                       | Fahrer                      | Platz                     |
| 171                       | Davide Piganzoli (ITA)      |                           |
| 172                       | Davide Bais (ITA)           |                           |
| 173                       | Mattia Bais (ITA)           |                           |
| 174                       | Giovanni Lonardi (ITA)      |                           |
| 175                       | Mirco Maestri (ITA)         |                           |
| 176                       | Francisco Muñoz Llana (ESP) |                           |
| 177                       | Andrea Pietrobon (ITA)      |                           |
| 178                       | Alessandro Tonelli (ITA)    |                           |

| Team Visma \| Lease a Bike TVL | Team Visma \| Lease a Bike TVL    | Team Visma \| Lease a Bike TVL |
| ------------------------------ | --------------------------------- | ------------------------------ |
| Nr.                            | Fahrer                            | Platz                          |
| 181                            | Wout van Aert (BEL)               |                                |
| 182                            | Edoardo Affini (ITA) (Zeitfahren) |                                |
| 183                            | Wilco Kelderman (NED)             |                                |
| 184                            | Olav Kooij (NED)                  |                                |
| 185                            | Steven Kruijswijk (NED)           |                                |
| 186                            | Bart Lemmen (NED)                 |                                |
| 187                            | Dylan van Baarle (NED)            |                                |
| 188                            | Simon Yates (GBR)                 |                                |

| Tudor Pro Cycling Team TUD | Tudor Pro Cycling Team TUD   | Tudor Pro Cycling Team TUD |
| -------------------------- | ---------------------------- | -------------------------- |
| Nr.                        | Fahrer                       | Platz                      |
| 191                        | Yannis Voisard (SUI)         |                            |
| 192                        | Marco Brenner (GER) (Straße) |                            |
| 193                        | Alexander Krieger (GER)      |                            |
| 194                        | Rick Pluimers (NED)          |                            |
| 195                        | Michael Storer (AUS)         |                            |
| 196                        | Florian Stork (GER)          |                            |
| 197                        | Lawrence Warbasse (USA)      |                            |
| 198                        | Maikel Zijlaard (NED)        |                            |

| UAE Team Emirates XRG UAD | UAE Team Emirates XRG UAD          | UAE Team Emirates XRG UAD |
| ------------------------- | ---------------------------------- | ------------------------- |
| Nr.                       | Fahrer                             | Platz                     |
| 201                       | Juan Ayuso (ESP)                   |                           |
| 202                       | Igor Arrieta (ESP)                 |                           |
| 203                       | Filippo Baroncini (ITA)            |                           |
| 204                       | Isaac Del Toro (MEX)               |                           |
| 205                       | Rafał Majka (POL)                  |                           |
| 206                       | Brandon McNulty (USA) (Zeitfahren) |                           |
| 207                       | Jay Vine (AUS)                     |                           |
| 208                       | Adam Yates (GBR)                   |                           |

| VF Group-Bardiani CSF-Faizanè VBF | VF Group-Bardiani CSF-Faizanè VBF | VF Group-Bardiani CSF-Faizanè VBF |
| --------------------------------- | --------------------------------- | --------------------------------- |
| Nr.                               | Fahrer                            | Platz                             |
| 211                               | Filippo Fiorelli (ITA)            |                                   |
| 212                               | Luca Covili (ITA)                 |                                   |
| 213                               | Filippo Magli (ITA)               |                                   |
| 214                               | Martin Marcellusi (ITA)           |                                   |
| 215                               | Alessandro Pinarello (ITA)        |                                   |
| 216                               | Alessio Martinelli (ITA)          |                                   |
| 217                               | Manuele Tarozzi (ITA)             |                                   |
| 218                               | Enrico Zanoncello (ITA)           |                                   |

| XDS Astana Team XAT | XDS Astana Team XAT     | XDS Astana Team XAT |
| ------------------- | ----------------------- | ------------------- |
| Nr.                 | Fahrer                  | Platz               |
| 221                 | Diego Ulissi (ITA)      |                     |
| 222                 | Nicola Conci (ITA)      |                     |
| 223                 | Lorenzo Fortunato (ITA) |                     |
| 224                 | Max Kanter (GER)        |                     |
| 225                 | Anton Kusmin (KAZ)      |                     |
| 226                 | Fausto Masnada (ITA)    |                     |
| 227                 | Wout Poels (NED)        |                     |
| 228                 | Christian Scaroni (ITA) |                     |

| Red Bull-Bora-Hansgrohe RBH | Red Bull-Bora-Hansgrohe RBH  | Red Bull-Bora-Hansgrohe RBH |
| --------------------------- | ---------------------------- | --------------------------- |
| Nr.                         | Fahrer                       | Platz                       |
| 1                           | Primož Roglič (SLO)          |                             |
| 2                           | Jai Hindley (AUS)            |                             |
| 3                           | Daniel Felipe Martínez (COL) |                             |
| 4                           | Jan Tratnik (SLO)            |                             |
| 5                           | Gianni Moscon (ITA)          |                             |
| 6                           | Nico Denz (GER)              |                             |
| 7                           | Giovanni Aleotti (ITA)       |                             |
| 8                           | Giulio Pellizzari (ITA)      |                             |

| Alpecin-Deceuninck ADC | Alpecin-Deceuninck ADC      | Alpecin-Deceuninck ADC |
| ---------------------- | --------------------------- | ---------------------- |
| Nr.                    | Fahrer                      | Platz                  |
| 11                     | Kaden Groves (AUS)          |                        |
| 12                     | Quinten Hermans (BEL)       |                        |
| 13                     | Juri Hollmann (GER)         |                        |
| 14                     | Jimmy Janssens (BEL)        |                        |
| 15                     | Timo Kielich (BEL)          |                        |
| 16                     | Edward Planckaert (BEL)     |                        |
| 17                     | Fabio Van den Bossche (BEL) |                        |

| Arkéa-B&B Hotels ARK | Arkéa-B&B Hotels ARK          | Arkéa-B&B Hotels ARK |
| -------------------- | ----------------------------- | -------------------- |
| Nr.                  | Fahrer                        | Platz                |
| 21                   | Alessandro Verre (ITA)        |                      |
| 22                   | Giosuè Epis (ITA)             |                      |
| 23                   | Simon Guglielmi (FRA)         |                      |
| 24                   | Laurens Huys (BEL)            |                      |
| 25                   | Michel Ries (LUX)             |                      |
| 26                   | Embret Svestad-Bårdseng (NOR) |                      |
| 27                   | Luca Mozzato (ITA)            |                      |
| 28                   | Martin Tjøtta (NOR)           |                      |

| Bahrain Victorious TBV | Bahrain Victorious TBV  | Bahrain Victorious TBV |
| ---------------------- | ----------------------- | ---------------------- |
| Nr.                    | Fahrer                  | Platz                  |
| 31                     | Antonio Tiberi (ITA)    |                        |
| 32                     | Pello Bilbao (ESP)      |                        |
| 33                     | Damiano Caruso (ITA)    |                        |
| 34                     | Afonso Eulálio (POR)    |                        |
| 35                     | Matevž Govekar (SLO)    |                        |
| 36                     | Fran Miholjević (CRO)   |                        |
| 37                     | Andrea Pasqualon (ITA)  |                        |
| 38                     | Edoardo Zambanini (ITA) |                        |

| Cofidis COF | Cofidis COF                | Cofidis COF |
| ----------- | -------------------------- | ----------- |
| Nr.         | Fahrer                     | Platz       |
| 41          | Milan Fretin (BEL)         |             |
| 42          | Nicolas Debeaumarché (FRA) |             |
| 43          | Jonathan Lastra (ESP)      |             |
| 44          | Sylvain Moniquet (BEL)     |             |
| 45          | Stefano Oldani (ITA)       |             |
| 46          | Anthony Perez (FRA)        |             |
| 47          | Sergio Samitier (ESP)      |             |
| 48          | Jan Maas (NED)             |             |

| Decathlon-AG2R La Mondiale DAT | Decathlon-AG2R La Mondiale DAT | Decathlon-AG2R La Mondiale DAT |
| ------------------------------ | ------------------------------ | ------------------------------ |
| Nr.                            | Fahrer                         | Platz                          |
| 51                             | Sam Bennett (IRL)              |                                |
| 52                             | Geoffrey Bouchard (FRA)        |                                |
| 53                             | Dries De Bondt (BEL)           |                                |
| 54                             | Stan Dewulf (BEL)              |                                |
| 55                             | Dorian Godon (FRA)             |                                |
| 56                             | Tord Gudmestad (NOR)           |                                |
| 57                             | Nicolas Prodhomme (FRA)        |                                |
| 58                             | Andrea Vendrame (ITA)          |                                |

| EF Education-EasyPost EFE | EF Education-EasyPost EFE   | EF Education-EasyPost EFE |
| ------------------------- | --------------------------- | ------------------------- |
| Nr.                       | Fahrer                      | Platz                     |
| 61                        | Richard Carapaz (ECU)       |                           |
| 62                        | Hugh Carthy (GBR)           |                           |
| 63                        | Alexander Cepeda (ECU)      |                           |
| 64                        | Owain Doull (GBR)           |                           |
| 65                        | Mikkel Frølich Honoré (DEN) |                           |
| 66                        | James Shaw (GBR)            |                           |
| 67                        | Georg Steinhauser (GER)     |                           |
| 68                        | Michael Valgren (DEN)       |                           |

| Groupama-FDJ GFC | Groupama-FDJ GFC             | Groupama-FDJ GFC |
| ---------------- | ---------------------------- | ---------------- |
| Nr.              | Fahrer                       | Platz            |
| 71               | David Gaudu (FRA)            |                  |
| 72               | Sven Erik Bystrøm (NOR)      |                  |
| 73               | Clément Davy (FRA)           |                  |
| 74               | Kevin Geniets (LUX) (Straße) |                  |
| 75               | Lorenzo Germani (ITA)        |                  |
| 76               | Quentin Pacher (FRA)         |                  |
| 77               | Enzo Paleni (FRA)            |                  |
| 78               | Rémy Rochas (FRA)            |                  |

| Ineos Grenadiers IGD | Ineos Grenadiers IGD              | Ineos Grenadiers IGD |
| -------------------- | --------------------------------- | -------------------- |
| Nr.                  | Fahrer                            | Platz                |
| 81                   | Egan Bernal (COL) (Straße)        |                      |
| 82                   | Thymen Arensman (NED)             |                      |
| 83                   | Jonathan Castroviejo (ESP)        |                      |
| 84                   | Lucas Hamilton (AUS)              |                      |
| 85                   | Brandon Rivera (COL)              |                      |
| 86                   | Kim Heiduk (GER)                  |                      |
| 87                   | Joshua Tarling (GBR) (Zeitfahren) |                      |
| 88                   | Ben Turner (GBR)                  |                      |

| Intermarché-Wanty IWA | Intermarché-Wanty IWA    | Intermarché-Wanty IWA |
| --------------------- | ------------------------ | --------------------- |
| Nr.                   | Fahrer                   | Platz                 |
| 91                    | Louis Meintjes (RSA)     |                       |
| 92                    | Francesco Busatto (ITA)  |                       |
| 93                    | Kevin Colleoni (ITA)     |                       |
| 94                    | Simone Petilli (ITA)     |                       |
| 95                    | Dion Smith (NZL)         |                       |
| 96                    | Gerben Thijssen (BEL)    |                       |
| 97                    | Taco van der Hoorn (NED) |                       |
| 98                    | Gijs Van Hoecke (BEL)    |                       |

| Israel-Premier Tech IPT | Israel-Premier Tech IPT | Israel-Premier Tech IPT |
| ----------------------- | ----------------------- | ----------------------- |
| Nr.                     | Fahrer                  | Platz                   |
| 101                     | Derek Gee (CAN)         |                         |
| 102                     | Simon Clarke (AUS)      |                         |
| 103                     | Marco Frigo (ITA)       |                         |
| 104                     | Jakob Fuglsang (DEN)    |                         |
| 105                     | Jan Hirt (CZE)          |                         |
| 106                     | Hugo Houle (CAN)        |                         |
| 107                     | Nick Schultz (AUS)      |                         |
| 109                     | Corbin Strong (NZL)     |                         |

| Lidl-Trek LTK | Lidl-Trek LTK                    | Lidl-Trek LTK |
| ------------- | -------------------------------- | ------------- |
| Nr.           | Fahrer                           | Platz         |
| 111           | Giulio Ciccone (ITA)             |               |
| 112           | Daan Hoole (NED) (Zeitfahren)    |               |
| 113           | Søren Kragh Andersen (DEN)       |               |
| 114           | Patrick Konrad (AUT)             |               |
| 115           | Jacopo Mosca (ITA)               |               |
| 116           | Mads Pedersen (DEN)              |               |
| 117           | Mathias Vacek (CZE) (Zeitfahren) |               |
| 118           | Carlos Verona (ESP)              |               |

| Movistar Team MOV | Movistar Team MOV                   | Movistar Team MOV |
| ----------------- | ----------------------------------- | ----------------- |
| Nr.               | Fahrer                              | Platz             |
| 121               | Nairo Quintana (COL)                |                   |
| 122               | Orluis Aular (VEN) (Zeitfahren)     |                   |
| 123               | Jon Barrenetxea (ESP)               |                   |
| 124               | Jefferson Cepeda (ECU) (Zeitfahren) |                   |
| 125               | Davide Formolo (ITA)                |                   |
| 126               | Lorenzo Milesi (ITA)                |                   |
| 127               | Einer Rubio (COL)                   |                   |
| 128               | Albert Torres (ESP)                 |                   |

| Q36.5 Pro Cycling Team Q36 | Q36.5 Pro Cycling Team Q36   | Q36.5 Pro Cycling Team Q36 |
| -------------------------- | ---------------------------- | -------------------------- |
| Nr.                        | Fahrer                       | Platz                      |
| 131                        | Thomas Pidcock (GBR)         |                            |
| 132                        | Xabier Mikel Azparren (ESP)  |                            |
| 133                        | Milan Vader (NED)            |                            |
| 134                        | Mark Donovan (GBR)           |                            |
| 135                        | Emīls Liepiņš (LAT) (Straße) |                            |
| 136                        | Damien Howson (AUS)          |                            |
| 137                        | Matteo Moschetti (ITA)       |                            |
| 138                        | Nickolas Zukowsky (CAN)      |                            |

| Soudal Quick-Step SOQ | Soudal Quick-Step SOQ       | Soudal Quick-Step SOQ |
| --------------------- | --------------------------- | --------------------- |
| Nr.                   | Fahrer                      | Platz                 |
| 141                   | Mikel Landa (ESP)           |                       |
| 142                   | Mattia Cattaneo (ITA)       |                       |
| 143                   | Josef Černý (CZE)           |                       |
| 144                   | Gianmarco Garofoli (ITA)    |                       |
| 145                   | Ethan Hayter (GBR) (Straße) |                       |
| 146                   | James Knox (GBR)            |                       |
| 147                   | Luke Lamperti (USA)         |                       |
| 148                   | Paul Magnier (FRA)          |                       |

| Team Jayco AlUla JAY | Team Jayco AlUla JAY           | Team Jayco AlUla JAY |
| -------------------- | ------------------------------ | -------------------- |
| Nr.                  | Fahrer                         | Platz                |
| 151                  | Chris Harper (AUS)             |                      |
| 152                  | Koen Bouwman (NED)             |                      |
| 153                  | Alessandro De Marchi (ITA)     |                      |
| 154                  | Paul Double (GBR)              |                      |
| 155                  | Felix Engelhardt (GER)         |                      |
| 156                  | Michael Hepburn (AUS)          |                      |
| 157                  | Lucas Plapp (AUS) (Zeitfahren) |                      |
| 158                  | Filippo Zana (ITA)             |                      |

| Team Picnic-PostNL TPP | Team Picnic-PostNL TPP    | Team Picnic-PostNL TPP |
| ---------------------- | ------------------------- | ---------------------- |
| Nr.                    | Fahrer                    | Platz                  |
| 161                    | Romain Bardet (FRA)       |                        |
| 162                    | Alexander Edmondson (AUS) |                        |
| 163                    | Chris Hamilton (AUS)      |                        |
| 164                    | Gijs Leemreize (NED)      |                        |
| 165                    | Niklas Märkl (GER)        |                        |
| 166                    | Max Poole (GBR)           |                        |
| 167                    | Casper van Uden (NED)     |                        |
| 168                    | Bram Welten (NED)         |                        |

| Team Polti VisitMalta PTV | Team Polti VisitMalta PTV   | Team Polti VisitMalta PTV |
| ------------------------- | --------------------------- | ------------------------- |
| Nr.                       | Fahrer                      | Platz                     |
| 171                       | Davide Piganzoli (ITA)      |                           |
| 172                       | Davide Bais (ITA)           |                           |
| 173                       | Mattia Bais (ITA)           |                           |
| 174                       | Giovanni Lonardi (ITA)      |                           |
| 175                       | Mirco Maestri (ITA)         |                           |
| 176                       | Francisco Muñoz Llana (ESP) |                           |
| 177                       | Andrea Pietrobon (ITA)      |                           |
| 178                       | Alessandro Tonelli (ITA)    |                           |

| Team Visma \| Lease a Bike TVL | Team Visma \| Lease a Bike TVL    | Team Visma \| Lease a Bike TVL |
| ------------------------------ | --------------------------------- | ------------------------------ |
| Nr.                            | Fahrer                            | Platz                          |
| 181                            | Wout van Aert (BEL)               |                                |
| 182                            | Edoardo Affini (ITA) (Zeitfahren) |                                |
| 183                            | Wilco Kelderman (NED)             |                                |
| 184                            | Olav Kooij (NED)                  |                                |
| 185                            | Steven Kruijswijk (NED)           |                                |
| 186                            | Bart Lemmen (NED)                 |                                |
| 187                            | Dylan van Baarle (NED)            |                                |
| 188                            | Simon Yates (GBR)                 |                                |

| Tudor Pro Cycling Team TUD | Tudor Pro Cycling Team TUD   | Tudor Pro Cycling Team TUD |
| -------------------------- | ---------------------------- | -------------------------- |
| Nr.                        | Fahrer                       | Platz                      |
| 191                        | Yannis Voisard (SUI)         |                            |
| 192                        | Marco Brenner (GER) (Straße) |                            |
| 193                        | Alexander Krieger (GER)      |                            |
| 194                        | Rick Pluimers (NED)          |                            |
| 195                        | Michael Storer (AUS)         |                            |
| 196                        | Florian Stork (GER)          |                            |
| 197                        | Lawrence Warbasse (USA)      |                            |
| 198                        | Maikel Zijlaard (NED)        |                            |

| UAE Team Emirates XRG UAD | UAE Team Emirates XRG UAD          | UAE Team Emirates XRG UAD |
| ------------------------- | ---------------------------------- | ------------------------- |
| Nr.                       | Fahrer                             | Platz                     |
| 201                       | Juan Ayuso (ESP)                   |                           |
| 202                       | Igor Arrieta (ESP)                 |                           |
| 203                       | Filippo Baroncini (ITA)            |                           |
| 204                       | Isaac Del Toro (MEX)               |                           |
| 205                       | Rafał Majka (POL)                  |                           |
| 206                       | Brandon McNulty (USA) (Zeitfahren) |                           |
| 207                       | Jay Vine (AUS)                     |                           |
| 208                       | Adam Yates (GBR)                   |                           |

| VF Group-Bardiani CSF-Faizanè VBF | VF Group-Bardiani CSF-Faizanè VBF | VF Group-Bardiani CSF-Faizanè VBF |
| --------------------------------- | --------------------------------- | --------------------------------- |
| Nr.                               | Fahrer                            | Platz                             |
| 211                               | Filippo Fiorelli (ITA)            |                                   |
| 212                               | Luca Covili (ITA)                 |                                   |
| 213                               | Filippo Magli (ITA)               |                                   |
| 214                               | Martin Marcellusi (ITA)           |                                   |
| 215                               | Alessandro Pinarello (ITA)        |                                   |
| 216                               | Alessio Martinelli (ITA)          |                                   |
| 217                               | Manuele Tarozzi (ITA)             |                                   |
| 218                               | Enrico Zanoncello (ITA)           |                                   |

| XDS Astana Team XAT | XDS Astana Team XAT     | XDS Astana Team XAT |
| ------------------- | ----------------------- | ------------------- |
| Nr.                 | Fahrer                  | Platz               |
| 221                 | Diego Ulissi (ITA)      |                     |
| 222                 | Nicola Conci (ITA)      |                     |
| 223                 | Lorenzo Fortunato (ITA) |                     |
| 224                 | Max Kanter (GER)        |                     |
| 225                 | Anton Kusmin (KAZ)      |                     |
| 226                 | Fausto Masnada (ITA)    |                     |
| 227                 | Wout Poels (NED)        |                     |
| 228                 | Christian Scaroni (ITA) |                     |